# Social media

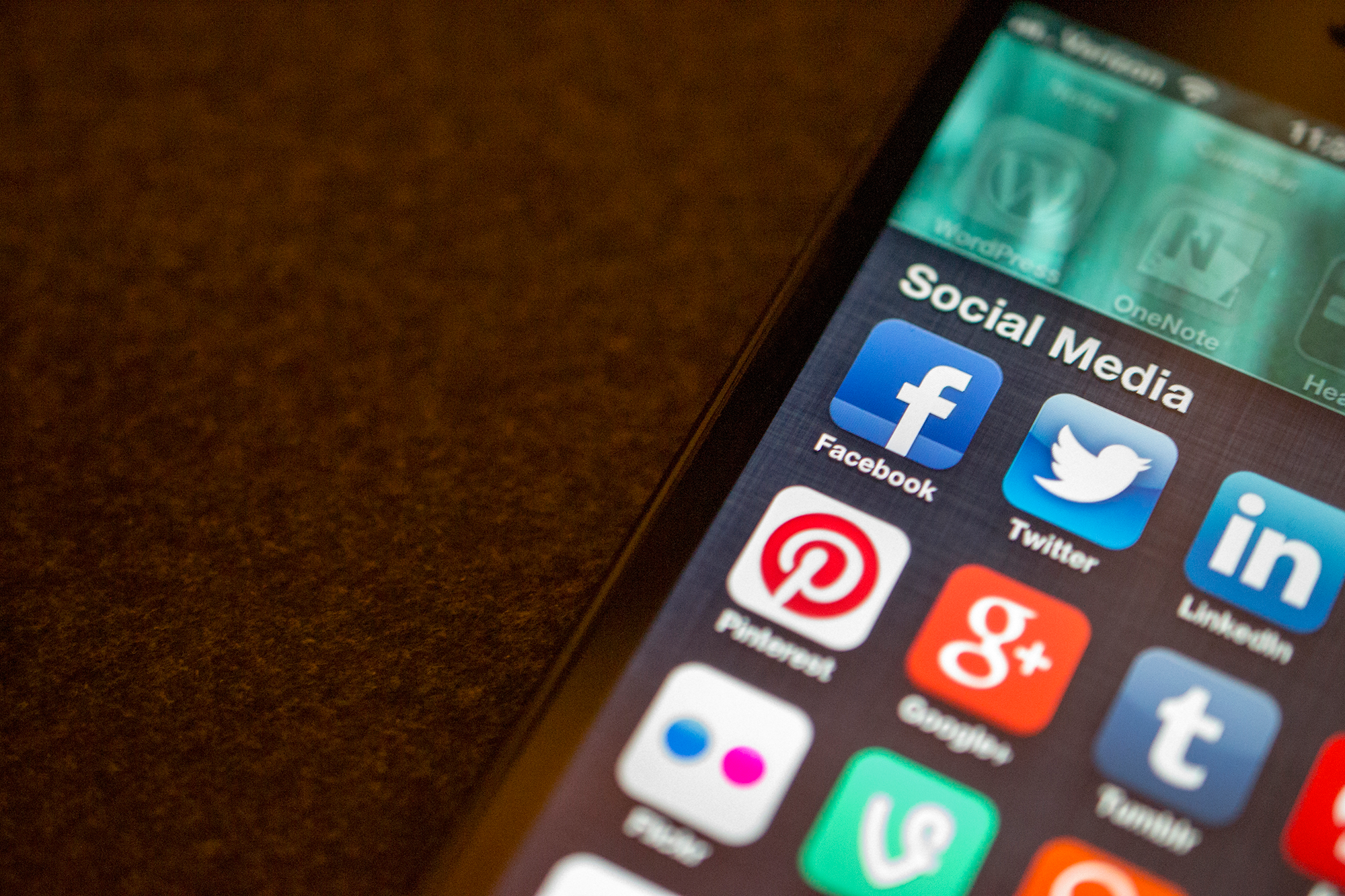
Icone delle app di vari social media sullo schermo di uno smartphone

I social media sono una modalità comunicativa interattiva che, contrariamente alla comunicazione broadcasting, permette agli utenti di creare, condividere e partecipare a contenuti virtuali e interazioni sociali tramite piattaforme online (web-based). Abbracciano un vasto panorama di contenuti multimediali che includono testi, immagini, video, ma anche dirette streaming, podcast, GIF e persino realtà virtuale.

## Descrizione
I social media sono degli strumenti come applicazioni o software in generale, basati sui principi ideologici e tecnologici del Web 2.0 che permettono la creazione e lo scambio di contenuti generati dall'utenza, quest'ultima viene identificata come parte del social network, in quanto costituisce la rete sociale tra individui che condivide tra loro interessi e passioni, instaurando una relazione (virtuale e non) delle persone.
I social media hanno rivoluzionato il modo in cui le persone fruiscono, apprendono e condividono informazioni e contenuti. Essi hanno proposto un'alternativa al modello di comunicazione unidirezionale tipico dei media tradizionali (radio, stampa, televisione), basato sul paradigma "da uno a molti" (dal broadcaster al pubblico). Al suo posto, è emerso un modello di comunicazione "peer-to-peer", caratterizzato da una molteplicità di emittenti e da un livello di interazione senza precedenti. Questo passaggio ha innescato un processo di democratizzazione dell'informazione, trasformando gli utenti da passivi fruitori di contenuti in attivi editori.
L'enorme popolarità dei social media deriva dalla loro capacità di facilitare la creazione di relazioni interpersonali e professionali nel web, questi canali si basano sul concetto di user-generated content (UGC) o consumer-generated media (CGM), che pone gli utenti al centro della scena, rendendoli protagonisti attivi nella produzione e diffusione di contenuti.

## Categorizzazione
Possono assumere differenti forme, che possono essere raggruppate in categorie: Blog, reti professionali (business network), progetti collaborativi, reti aziendali (enterprise social network), Forum in Internet, microblog, condivisione di foto, recensioni di prodotti/servizi, social bookmarking, giochi su reti sociali, servizio di rete sociale, condivisione di video (video sharing) e realtà virtuali (virtual world).

## Caratteristiche

### Differenze con i mezzi di comunicazione di massa tradizionali
I social media sono diversi dai media industriali come giornali, televisione e cinema. Mentre i social network sono strumenti relativamente a basso costo che permettono a chiunque (anche soggetti privati) di pubblicare ed avere accesso alle informazioni, i media tradizionali richiedono cospicui investimenti finanziari per pubblicare informazioni. Tra le voci di spesa dei media industriali vi sono per esempio le sedi e i mezzi di produzione (stabilimenti tipografici, strumenti e impianti radio-televisivi, studi e teatri di possa ecc.), gli stipendi degli addetti, le autorizzazioni statali, gli obblighi fiscali e previdenziali. I media industriali sono comunemente definiti "tradizionali", "broadcasting", o "mass media". Una caratteristica che accomuna social media e media industriali è la capacità di ottenere un'audience sia vasta che ridotta; sia il post di un blog che una trasmissione televisiva possono raggiungere milioni di persone oppure nessuno. I parametri che aiutano a descrivere le differenze tra i due tipi di media variano a seconda del tipo di analisi. Alcuni di questi parametri sono:
1. bacino d'utenza: sia i social media che i media industriali offrono a ciascuno l'opportunità di ottenere un'audience globale.
2. accessibilità: i mezzi di produzione dei media industriali sono generalmente di proprietà privata o statale; gli strumenti dei social media sono disponibili da ciascuno a un costo contenuto o gratuitamente.
3. fruibilità: la produzione di mezzi industriali richiede in genere formazione e competenze specialistiche; i social media invece no, o in qualche caso reinventano le competenze, cosicché ciascuno può gestire i mezzi di produzione.
4. velocità: il tempo che intercorre tra le informazioni prodotte dai media industriali può essere lungo (giorni, settimane o anche mesi) in confronto al tempo impiegato dai social media (che hanno la possibilità tecnica di reagire istantaneamente, solo la mancanza di reattività dei partecipanti può comportare ritardi). Poiché ormai anche i media industriali si avvalgono degli strumenti dei social media, questo potrebbe non essere più un tratto distintivo.
5. permanenza: una volta creati, i mezzi industriali non possono essere più modificati (una volta stampato e distribuito, l'articolo di una rivista non può più ricevere modifiche), mentre i social media possono essere cambiati quasi istantaneamente mediante commenti e modifiche.

Un'ulteriore distinzione riguarda la responsabilità. I media industriali sono tenuti a rendere conto alla società della qualità dei contenuti e dei risultati delle loro attività in termini di interesse pubblico, responsabilità sociale ed indipendenza editoriale. I social media non hanno altrettante responsabilità in merito alle loro attività editoriali. Da un lato i social media possono sembrare abbastanza liberi da conflitti di interessi, ma d'altro canto il loro valore economico può essere minacciato da fenomeni in ascesa come Public Relations 2.0, network pubblicitari e pubblicità conto terzi.
La comunità dei media è un ibrido interessante. Anche se community-owned, ossia posseduti dalla comunità, alcuni media si avvalgono di professionisti, ed altri di dilettanti. Essi utilizzano sia l'ambito dei social media che quello dei mezzi tradizionali. Nel 2006, Yochai Benkler ha analizzato molte di queste differenze e le loro implicazioni in termini di libertà economica e politica. Benkler, come molti accademici, usa il neologismo network economy o "network information economy" per descrivere le più rilevanti caratteristiche economiche, tecnologiche e sociali di quelli che chiamiamo "social media".
Critiche ai social media sono state espresse da Geert Lovink.

### I risvolti sociali
I social media dipendono principalmente dalle interazioni tra persone (social network o rete sociale online), come la discussione e il dialogo volti a costruire una sorta di sentimento condiviso attraverso l'utilizzo della tecnologia come canale: in tal modo si supplirebbe alla carenza di socialità dell'era moderna e post-industriale.
I servizi offerti dai social media stimolano l'uso dell'intelligenza sia induttiva che deduttiva da parte delle persone. Reclami e denunce si prestano a rapide generalizzazioni a causa delle modalità con le quali le affermazioni diffuse possono essere postate e visualizzate da tutti.
La velocità di comunicazione, l'ampia diffusione e l'incisività, e la possibilità di vedere come le parole costruiscano un caso, sollecitano l'uso della retorica. Il metodo della persuasione viene utilizzato frequentemente come mezzo per convalidare o autenticare le affermazioni e le parole delle persone: la retorica è quindi parte importante del linguaggio dei social media.
Per alcuni aspetti, i social media non hanno limiti: non c'è un numero fisso di pagine o di ore. I lettori possono partecipare ai social media lasciando commenti, messaggi istantanei o anche pubblicando articoli per conto proprio.
Nei social media si è registrata una generale resistenza agli interventi di marketing. Più rilevante si è quindi rivelato il concetto di social authority, relativo alla capacità - costruita attraverso interventi continui, utili, competenti e genuini - di influenzare le opinioni in specifiche aree di interesse.

### Fattoria dei clic
I social media essendo basati sull'interazione dell'utenza possono essere più o meno soggetti ad azioni che vanno ad alterare o falsare il loro comportamento, come appunto i vari servizi d'interazione a pagamento, permettendo una migliore visibilità a coloro che ne usufruiscono. Queste fabbriche possono essere di varia natura, dai bot fino a stanze con tanti dispositivi comandati in simultanea da uno o più operatori. Il loro utilizzo in alcuni casi viene esplicitamente vietato dalla legge, in altri sono le piattaforme stesse a disincentivarne l'uso.

## Definizioni
La definizione stessa di Social media è a volte sfuggente e considerata più vicina al gergo di marketing, che a solide teorie economiche; per questa ragione può essere difficile trovare esempi concreti, specie per quanto riguarda il mondo delle aziende e delle organizzazioni. I professori Andreas Kaplan e Michael Haenlein, in un loro articolo hanno definito gli stessi come un gruppo di applicazioni web basate sui presupposti ideologici e tecnologici del Web 2.0.
Citiamo qui alcuni esempi proposti da Don Tapscott nel suo testo Wikinomics. Tapscott parla di Wikinomics come nuova economia della collaborazione e della co-creazione di massa dei contenuti. In questo senso la definizione di Wikinomics è ampiamente assimilabile a quella di un sistema economico caratterizzato dall'utilizzo dei Social Media da parte di aziende, organizzazioni e consumatori grazie all'impiego di strutture organizzative e tecnologie dedicate a sistemi di collaborazione di massa e di co-creazione dei contenuti. Tra gli esempi citati da Tapscott sembrano particolarmente significativi quelli di: 
- Linux, il sistema operativo nato e sviluppatosi grazie alla collaborazione volontaria di migliaia di sviluppatori nel mondo
- La stessa Wikipedia, enciclopedia alimentata costantemente dal flusso di conoscenza e dal lavoro dei suoi collaboratori volontari
- Goldcorp: azienda del settore minerario che nel 2000 ha lanciato la Goldcorp Challenge destinata alla ricerca (e allo sfruttamento) di nuove aree obiettivo da esplorare per la ricerca di filoni auriferi

Esempi di tecnologie utilizzate nelle applicazioni di social media:
Comunicazione
- Microblog: X, Minds e d.buzz
- Servizio di rete sociale: Facebook, LinkedIn, SoMee, Instagram, Tik Tok

Collaborazione
- Wikis: Wikipedia Crowdsourcing Network - Quora
- Social bookmarking: Delicious e StumbleUpon
- Valutazioni di contenuti/notizie: Digg
- Siti di opinioni: Quora (domande e risposte con scambio di opinioni)
- Slideshare, su slideshare.net.
- Co-Creazione: Userfarm, Zooppa, Desall

Multimedia
- Photo sharing: Flickr, Instagram, Vero
- Video sharing: YouTube, Vimeo e BitChute, 3speak, Peertube, Veoh
- Livecasting: Justin.tv
- Podcasting
- Publishing: Wix.com

Comunità virtuali
- Promozione musicale: Myspace
- Realtà virtuale: Second Life
- Giochi online: World of Warcraft
- Game sharing: Miniclip

Per le aziende (Enterprise Social Network)
- TamTamy
- Yammer

Alcuni dei più diffusi sono:
- deviantArt (art sharing),
- Facebook (servizio di rete sociale e condivisione foto/video),
- Flickr (condivisione foto),
- Google Plus (servizio di rete sociale - non più in funzione e sostituito da Google Current riservato agli account G Suite.),
- Instagram (servizio di rete sociale e condivisione foto/video),
- Last.fm (personal music),
- LinkedIn (servizio di rete sociale professionale),
- Pinterest (condivisione di contenuti visivi e idee di prodotti),
- Pheed (ogni forma di contenuto digitale, tra cui testi, foto, clip audio, note vocali, video e trasmissioni in diretta),
- Reddit (condivisione di contenuti e discussioni tra gli utenti su quasi qualsiasi argomento),
- Second Life (realtà virtuale),
- Snapchat (social network e app di messaggistica istantanea)
- SoundCloud (personal music),
- Twitch (servizio di live streaming),
- X (servizio di rete sociale e microblogging),
- YouTube (servizio di rete sociale e condivisione video),
- TikTok (servizio di rete sociale e condivisione video).
- Threads (social media e rete sociale simile a "X"),
- Wechat (chat di gruppo e messaggi vocali,foto,video e di testo),
- Whatsapp (chat di gruppo e messaggi vocali,foto,video e di testo, videochiamate e news).